# Samorząd pracowniczy
Samorząd pracowniczy – sposób zarządzania przedsiębiorstwem, w którym kluczową rolę odgrywają pracownicy. W samorządzie pracowniczym o podstawowych sprawach, bezpośrednio lub za pośrednictwem demokratycznie wybranego przedstawicielstwa, decydują osoby zatrudnione w danym przedsiębiorstwie. Mogą oni zgłaszać wnioski co do funkcjonowania przedsiębiorstwa, wyznaczać kierunki działania, wybierać kadrę zarządzającą.
Samorząd pracowniczy należy odróżnić od samorządu zawodowego czy związków zawodowych.
Koncepcje przedsiębiorstw opartych na samorządach pracowniczych były popularne w XX wieku. Jedynym krajem która wprowadziła ją w życie była Jugosławia.